# ザ・ハリス・ブラザーズ
ザ・ハリス・ブラザーズ（The Harris Brothers）は、アメリカ合衆国の男性双生児のプロレスラー2人によるタッグチームである。ザ・ブルーズ・ブラザーズ（The Bruise Brothers）、ザ・グリム・ツインズ（The Grimm Twins）、クリエイティブ・コントロール（Creative Control）などとも名乗った。
双子の兄であるロン・ハリス（Ron Harris）と弟のドン・ハリス（Don Harris）からなる。ともに1960年10月23日生まれ、フロリダ州オーランド出身で、身長203cm、体重130kg。プロレスにおけるキャリアの多くを兄弟タッグで活動した。
アメリカではWWF（ワールド・レスリング・フェデレーション）、WCW（ワールド・チャンピオンシップ・レスリング）、ECW（エクストリーム・チャンピオンシップ・レスリング）、TNA（トータル・ノンストップ・アクション）レスリングなど数々の団体で活動。日本では全日本プロレス、オリエンタルプロレスに参戦した。また兄のロン・ハリスは、単独でWLW（ワールド・リーグ・レスリング）や、その日本の提携団体であるプロレスリング・ノアにも参戦している。
なお、同じくプロレスラーのブライアン・リーは親戚になる。

## 来歴
警察勤務を経て、1987年11月にテネシー州ナッシュビルで兄弟ともにプロレス・デビュー。以降、双子の兄弟タッグチーム「ザ・ハリス・ブラザーズ」としてタッグ戦線で活動する。
1990年8月に、メンフィスでUSWAタッグ王座を奪取。この頃よりロンはジェイコブ・ブルー（Jacob Blu ）、ドンはイーライ・ブルー（Eli Blu）のリングネームでタッグ名をザ・ハリス・ブラザーズから「ザ・ブルーズ・ブラザーズ（The Bruise Brothers）」または「ザ・ブルー・ブラザーズ（The Blu Brothers」に改称する（その後、元の名称に再改称している）。
その後、NWAの加盟団体だったPNW（パシフィック・ノースウエスト・レスリング）、ジェリー・ジャレット&ジェリー・ローラー主宰のUSWA、ジム・コルネット主宰のSMW（スモーキー・マウンテン・レスリング）、WWE（当時WWF）、ECW、WCWなど様々な団体を転戦。
また日本では1992年にオリエンタルプロレスに兄弟で初来日している。オリエンタルでは、初代USAタッグ王者チームとなった。
WWFでは、ロンは8ボール（8-Ball）、ドンはスカル（Skull ）のリングネームで所属し、クラッシュがリーダーを務め、チェインズこと親戚のブライアン・リーを加えたバイカー集団ユニット「ディサイプルズ・オブ・アポカリプス（Disciples of Apocalypse）」に属して暴れ回った。また、弟とのタッグを「ザ・グリム・ツインズ」に改称（その後、元に戻す）してタッグ戦線で活動したが、ベルト奪取には至っていない。
WCWではクリエイティブ・コントロール（Creative Control）のタッグ名でロンはジェリー・ブリスコのファーストネームから取ったジェラルド（Gerald）、ドンはパット・パターソンのファーストネームから取ったパトリック（Patrick）のリングネームで所属し、nWo2000のメンバーとして活動。nWo2000が活動停止した後はタッグ戦線に乗り込みママルークスとの抗争において2000年にWCW世界タッグ王座を2度獲得した。
2001年、全日本プロレスに兄弟で初参戦。ザ・ハリス・ブラザーズとして世界最強タッグ決定リーグ戦へエントリーした。決勝トーナメントへ進出する活躍ぶりであったが、川田利明&長井満也の前に敗退し、決勝戦への進出は果たせなかった。
2002年からはTNAへ参戦。しかし、ザ・ハリス・ブラザーズは活動を休止。ロンとドンは別々の道を歩むこととなる。
その後、ロン単独でWLWへ参戦。2003年1月にはWLWと提携する日本の団体のプロレスリング・ノアへハーリー・レイスの強い推薦で初参戦。
同年7月、WLW世界ヘビー級王座を奪取。同年9月12日、ノアの日本武道館大会で森嶋猛を相手に防衛戦を行った。14分29秒、森嶋のバックドロップの前に敗北し、王座から陥落した。
2004年になると二人ともTNAへ再登場し、ディサイプルズ・オブ・デストラクション（The Disciples of Destruction）なるタッグ名で再始動させた。しかし、2005年にプロレスを引退した。

## タイトル歴

### ロン & ドン
タッグ王座
- USWAタッグ王座
- WCW世界タッグ王座
- チャンピオンシップUSAタッグ王座 （オリエンタルプロレス）
- 世界最強タッグ決定リーグ戦 - 2001年大会決勝トーナメント進出

他多数

### ロン・ハリス
弟ドンとのタッグ王座等は上記に記載
シングル王座
- WLW世界ヘビー級王座

### ドン・ハリス
兄ロンとのタッグ王座等は上記に記載
タッグ王座
- USWAタッグ王座 - パートナーはブライアン・リー

## 得意技

### ロン&ドンによるツープラトン技
- Hボム - 高角度バックドロップとサイド・バスターの合体技。
- 合体式チョークスラム - 二人掛かりで敢行するチョーク・スラム（のど輪落とし）。
- ツイン・ビッグ・ブーツ - 二人同時に行うビッグ・ブーツ（フロント・ハイ・キック）。

### ロン・ハリス
- ハリス・ボム - ネック・ハンギング・ツリーの体勢からのジャンピング・パワーボム。いわゆるネック・ハンギング・ボム。
- チョーク・スラム
- ビッグ・ブーツ

### ドン・ハリス
- ニー・ロドップ
- チョーク・スラム
- ビッグ・ブーツ

## 入場テーマ曲
- War Pigs